# Жером Лендон
Жеро́м Лендо́н (фр. Jérôme Lindon, 1925 — 2001) — французький видавець. Протягом більше п'ятдесяти років керував видавництвом «Мінюї».

## Біографія
Жером Лендон народився в родині адвоката Ремона Лендона, колишнього мера Етрета та Терези Баур. Жером був внучатим небожем Андре Сітроена (1878-1935)..
Жером Лендон почав працювати у видавництві «Мінюї» з 1946 року, а з 1948 року очолив його. Під його керівництвом видавництво зробило ставку на експериментальну літературу. При відборі книг для публікації їхній комерційний потенціал в розрахунок не брався. Видавця цікавили насамперед автори-одинаки, яких «не хвилюють ні гроші, ні літературні премії, ні миттєва слава». Багато в чому завдяки зусиллям Лендона побачили світ перші франкомовні твори Семюеля Беккета, а також постало як окреме явище в літературі французький «новий роман».
Під час Алжирської кампанії на Лендона, який дотримувався антивоєнних поглядів, оголосили полювання терористи ОАС. Лендон також послідовно боровся проти цензури та відстоював незалежне книговидання. Видавництвом «Минюи» він керував до самої смерті в 2001 році. Похований на кладовищі Монпарнас.
Через півроку після смерті Жером Лендон потрапив у каталог «Мінюї» — там вийшов присвячений йому спогад Жана Ешноза.
Син Лендона, Матьє, став відомим письменником, а дочка, Ірен, продовжила справу батька, перейнявши на себе керівництво видавництвом «Мінюї».

## Публікації
Під псевдонімом Луї Палон (Louis Palomb)
- Correspondance, Éditions de Minuit, 1968. — In-16 (18 cm), 189 p. ISBN 9782707304612
- Réflexions, Éditions de Minuit, 1968. — In-16 (18 cm), 204 p. ISBN 9782707304629